# Canton de Saint-Lubin-des-Joncherets
Le canton de Saint-Lubin-des-Joncherets est une circonscription électorale française du département d'Eure-et-Loir créé par le décret du 24 février 2014 et entrée en vigueur lors des élections départementales de 2015. Il donne une unité au Thymerais, une région comprise entre le Perche, la Beauce et le Drouais.

## Histoire
Un nouveau découpage territorial du département d'Eure-et-Loir entre en vigueur à l'occasion des élections départementales de mars 2015, défini par le décret du 24 février 2014, en application des lois du 17 mai 2013 (loi organique 2013-402 et loi 2013-403). Les conseillers départementaux sont, à compter de ces élections, élus au scrutin majoritaire binominal mixte. Les électeurs de chaque canton élisent au Conseil départemental, nouvelle appellation du Conseil général, deux membres de sexe différent, qui se présentent en binôme de candidats. Les conseillers départementaux sont élus pour 6 ans au scrutin binominal majoritaire à deux tours, l'accès au second tour nécessitant 12,5 % des inscrits au 1er tour. En outre la totalité des conseillers départementaux est renouvelée. Ce nouveau mode de scrutin nécessite un redécoupage des cantons dont le nombre est divisé par deux avec arrondi à l'unité impaire supérieure si ce nombre n'est pas entier impair, assorti de conditions de seuils minimaux. En Eure-et-Loir, le nombre de cantons passe ainsi de 29 à 15.
Le canton de Saint-Lubin-des-Joncherets est formé de communes des anciens cantons de Châteauneuf-en-Thymerais (13 communes), de Brezolles (19 communes), de La Ferté-Vidame (7 communes) et de Senonches (8 communes). Le canton est entièrement inclus dans l'arrondissement de Dreux. Le bureau centralisateur est situé à Saint-Lubin-des-Joncherets.

## Représentation
| Période élective | Période élective | Mandat | Mandat   | Identité          | Nuance | Nuance | Qualité |
| ---------------- | ---------------- | ------ | -------- | ----------------- | ------ | ------ | --- |
| 2015             | 2021             | 2015   | 2021     | Christelle Minard |        | LR     | Agricultrice Maire de Tremblay-les-Villages (depuis 2014) Suppléante du député Olivier Marleix |
| 2015             | 2021             | 2015   | 2021     | Gérard Sourisseau |        | UDI    | Proviseur de lycée à la retraite Vice-président du conseil départemental d'Eure-et-Loir Président de la communauté d'agglomération du Pays de Dreux (2020→) Ancien maire de Saint-Lubin-des-Joncherets (1995→2016) Ancien conseiller général du canton de Brezolles (2001→2015) |
| 2021             | 2028             | 2021   | en cours | Christelle Minard |        | LR     | Conseillère sortante, 2ème Vice-Présidente du conseil départemental |
| 2021             | 2028             | 2021   | en cours | Xavier Nicolas    |        | LR     | Chef d'entreprise, maire de Senonches, ancien conseiller général du canton de Senonches (2001-2015) |

### Résultats détaillés

#### Élections de mars 2015
Lors des élections départementales de 2015, le binôme composé de Christelle Minard et Gérard Sourisseau (UMP) est élu au 1er tour avec 59,0% des suffrages exprimés, devant le binôme composé de Christophe Rouaud et Pascale Van Der Bauvede (FN) (41,0%). Le taux de participation est de 48,55 % (11 287 votants sur 23 249 inscrits) contre 48,57 % au niveau départemental et 50,17 % au niveau national.

#### Élections de juin 2021
Le premier tour des élections départementales de 2021 est marqué par un très faible taux de participation (33,26 % au niveau national). Dans le canton de Saint-Lubin-des-Joncherets, ce taux de participation est de 32,86 % (7 654 votants sur 23 293 inscrits) contre 32,03 % au niveau départemental. À l'issue de ce premier tour, deux binômes sont en ballottage : Christelle Minard et Xavier Nicolas (LR, 57,69 %) et Virginia de Oliveira et Aleksandar Nikolic (RN, 28,48 %).
Le second tour des élections est marqué une nouvelle fois par une abstention massive équivalente au premier tour. Les taux de participation sont de 34,36 % au niveau national, 32,5 % dans le département et 32,32 % dans le canton de Saint-Lubin-des-Joncherets. Christelle Minard et Xavier Nicolas (LR) sont élus avec 68,24 % des suffrages exprimés (4 855 voix pour 7 530 votants et 23 298 inscrits),,.

## Composition
Le canton de Saint-Lubin-des-Joncherets comprend quarante-sept communes entières.
| Nom                                                | Code Insee | Intercommunalité              | Superficie (km2) | Population (dernière pop. légale) | Densité (hab./km2) | Modifier                                    |
| -------------------------------------------------- | ---------- | ----------------------------- | ---------------- | --------------------------------- | ------------------ | ------------------------------------------- |
| Saint-Lubin-des-Joncherets (bureau centralisateur) | 28348      | CA du Pays de Dreux           | 14,46            | 4 129 (2022)                      | 286                | modifier les données · modifier les données |
| Ardelles                                           | 28008      | CA du Pays de Dreux           | 10,40            | 210 (2022)                        | 20                 | modifier les données · modifier les données |
| Beauche                                            | 28030      | CA du Pays de Dreux           | 16,60            | 284 (2022)                        | 17                 | modifier les données · modifier les données |
| Bérou-la-Mulotière                                 | 28037      | CA du Pays de Dreux           | 13,20            | 345 (2022)                        | 26                 | modifier les données · modifier les données |
| Boissy-lès-Perche                                  | 28046      | CC des Forêts du Perche       | 33,66            | 495 (2022)                        | 15                 | modifier les données · modifier les données |
| Le Boullay-les-Deux-Églises                        | 28053      | CA du Pays de Dreux           | 13,82            | 250 (2022)                        | 18                 | modifier les données · modifier les données |
| Brezolles                                          | 28059      | CA du Pays de Dreux           | 14,23            | 1 796 (2022)                      | 126                | modifier les données · modifier les données |
| La Chapelle-Fortin                                 | 28077      | CC des Forêts du Perche       | 14,41            | 169 (2022)                        | 12                 | modifier les données · modifier les données |
| Châtaincourt                                       | 28087      | CA du Pays de Dreux           | 14,82            | 227 (2022)                        | 15                 | modifier les données · modifier les données |
| Châteauneuf-en-Thymerais                           | 28089      | CA du Pays de Dreux           | 4,07             | 2 632 (2022)                      | 647                | modifier les données · modifier les données |
| Les Châtelets                                      | 28090      | CA du Pays de Dreux           | 9,92             | 111 (2022)                        | 11                 | modifier les données · modifier les données |
| Crucey-Villages                                    | 28120      | CA du Pays de Dreux           | 43,97            | 467 (2022)                        | 11                 | modifier les données · modifier les données |
| Dampierre-sur-Avre                                 | 28124      | CA du Pays de Dreux           | 18,27            | 763 (2022)                        | 42                 | modifier les données · modifier les données |
| Digny                                              | 28130      | CC des Forêts du Perche       | 39,99            | 1 002 (2022)                      | 25                 | modifier les données · modifier les données |
| Escorpain                                          | 28143      | CA du Pays de Dreux           | 9,42             | 234 (2022)                        | 25                 | modifier les données · modifier les données |
| Favières                                           | 28147      | CA du Pays de Dreux           | 12,69            | 625 (2022)                        | 49                 | modifier les données · modifier les données |
| La Ferté-Vidame                                    | 28149      | CC des Forêts du Perche       | 39,81            | 558 (2022)                        | 14                 | modifier les données · modifier les données |
| Fessanvilliers-Mattanvilliers                      | 28151      | CA du Pays de Dreux           | 11,63            | 172 (2022)                        | 15                 | modifier les données · modifier les données |
| Fontaine-les-Ribouts                               | 28155      | CA du Pays de Dreux           | 7,12             | 187 (2022)                        | 26                 | modifier les données · modifier les données |
| La Framboisière                                    | 28159      | CC des Forêts du Perche       | 5,23             | 337 (2022)                        | 64                 | modifier les données · modifier les données |
| Jaudrais                                           | 28200      | CC des Forêts du Perche       | 15,30            | 409 (2022)                        | 27                 | modifier les données · modifier les données |
| Lamblore                                           | 28202      | CC des Forêts du Perche       | 10,80            | 323 (2022)                        | 30                 | modifier les données · modifier les données |
| Laons                                              | 28206      | CA du Pays de Dreux           | 15,78            | 655 (2022)                        | 42                 | modifier les données · modifier les données |
| Louvilliers-lès-Perche                             | 28217      | CC des Forêts du Perche       | 14,50            | 198 (2022)                        | 14                 | modifier les données · modifier les données |
| Maillebois                                         | 28226      | CA du Pays de Dreux           | 41,00            | 926 (2022)                        | 23                 | modifier les données · modifier les données |
| La Mancelière                                      | 28231      | CA du Pays de Dreux           | 5,90             | 152 (2022)                        | 26                 | modifier les données · modifier les données |
| Le Mesnil-Thomas                                   | 28248      | CC des Forêts du Perche       | 16,34            | 337 (2022)                        | 21                 | modifier les données · modifier les données |
| Montigny-sur-Avre                                  | 28263      | CC Interco Normandie Sud Eure | 7,26             | 272 (2022)                        | 37                 | modifier les données · modifier les données |
| Morvilliers                                        | 28271      | CC des Forêts du Perche       | 9,92             | 127 (2022)                        | 13                 | modifier les données · modifier les données |
| Prudemanche                                        | 28308      | CA du Pays de Dreux           | 15,43            | 264 (2022)                        | 17                 | modifier les données · modifier les données |
| La Puisaye                                         | 28310      | CC des Forêts du Perche       | 20,50            | 247 (2022)                        | 12                 | modifier les données · modifier les données |
| Puiseux                                            | 28312      | CA du Pays de Dreux           | 5,22             | 133 (2022)                        | 25                 | modifier les données · modifier les données |
| Les Ressuintes                                     | 28314      | CC des Forêts du Perche       | 7,46             | 153 (2022)                        | 21                 | modifier les données · modifier les données |
| Revercourt                                         | 28315      | CA du Pays de Dreux           | 5,53             | 25 (2022)                         | 4,5                | modifier les données · modifier les données |
| Rohaire                                            | 28316      | CC des Forêts du Perche       | 10,01            | 131 (2022)                        | 13                 | modifier les données · modifier les données |
| Rueil-la-Gadelière                                 | 28322      | CA du Pays de Dreux           | 18,44            | 469 (2022)                        | 25                 | modifier les données · modifier les données |
| Saint-Ange-et-Torçay                               | 28323      | CA du Pays de Dreux           | 16,61            | 284 (2022)                        | 17                 | modifier les données · modifier les données |
| Saint-Jean-de-Rebervilliers                        | 28341      | CA du Pays de Dreux           | 11,03            | 243 (2022)                        | 22                 | modifier les données · modifier les données |
| Saint-Lubin-de-Cravant                             | 28346      | CA du Pays de Dreux           | 6,93             | 55 (2022)                         | 7,9                | modifier les données · modifier les données |
| Saint-Maixme-Hauterive                             | 28351      | CA du Pays de Dreux           | 31,95            | 410 (2022)                        | 13                 | modifier les données · modifier les données |
| Saint-Rémy-sur-Avre                                | 28359      | CA du Pays de Dreux           | 13,05            | 4 065 (2022)                      | 311                | modifier les données · modifier les données |
| Saint-Sauveur-Marville                             | 28360      | CA du Pays de Dreux           | 18,84            | 927 (2022)                        | 49                 | modifier les données · modifier les données |
| La Saucelle                                        | 28368      | CC des Forêts du Perche       | 14,26            | 201 (2022)                        | 14                 | modifier les données · modifier les données |
| Senonches                                          | 28373      | CC des Forêts du Perche       | 62,48            | 3 013 (2022)                      | 48                 | modifier les données · modifier les données |
| Serazereux                                         | 28374      | CA du Pays de Dreux           | 15,58            | 538 (2022)                        | 35                 | modifier les données · modifier les données |
| Thimert-Gâtelles                                   | 28386      | CA du Pays de Dreux           | 42,67            | 1 240 (2022)                      | 29                 | modifier les données · modifier les données |
| Tremblay-les-Villages                              | 28393      | CA du Pays de Dreux           | 63,31            | 2 208 (2022)                      | 35                 | modifier les données · modifier les données |
| Canton de Saint-Lubin-des-Joncherets               | 2814       |                               | 863,82           | 32 998 (2022)                     | 38                 | modifier les données                        |

## Démographie
En 2022, le canton comptait 32 998 habitants, en évolution de −1,03 % par rapport à 2016 (Eure-et-Loir : −0,23 %, France hors Mayotte : +2,11 %).
| 2013   | 2018   | 2022   |
| ------ | ------ | ------ |
| 33 455 | 33 034 | 32 998 |